# Unter zehn Flaggen
Unter zehn Flaggen (Italienisch: Sotto dieci bandieri, Englisch: Under ten flags) ist ein italienisch-US-amerikanischer Spielfilm von 1960, der die 622-tägige Kaperfahrt des deutschen Hilfskreuzers Atlantis thematisiert. Als Drehbuchvorlage dienten die 1955 erstmals publizierten Memoiren des Kommandanten, Bernhard Rogge, 1960 Konteradmiral der Bundesmarine. Es war einer der letzten Filme, in denen Charles Laughton auftrat. Die Uraufführung fand im Juni 1960 während des 10. Berliner Internationalen Filmfestivals statt. Der Filmtitel leitet sich von dem Modus Operandi der falschen Flagge ab.

## Handlung
Der Hilfskreuzer Atlantis führt im Atlantik und Indischen Ozean unter falscher Flagge Kaperkrieg und erbeutet dabei zahlreiche Handelsschiffe. Die Besatzungen und Passagiere der Schiffe werden an Bord der Atlantis interniert bzw. kriegsgefangen, wobei völlig unterschiedliche Kulturen aufeinandertreffen.
Die britische Admiralität in London kann sich die Verluste anfänglich nicht erklären, vermutet dann aber einen deutschen raider hinter dem Verschwinden der Handelsschiffe. Durch einen britischen Spion im von der Wehrmacht okkupierten Paris gelingt es, entscheidende Hinweise auf den Hilfskreuzer zu erlangen. Schließlich kann die Atlantis durch den Schweren Kreuzer Devonshire gestellt und versenkt werden. Die Besatzung wird von deutschen und italienischen U-Booten gerettet; die unfreiwilligen Passagiere waren bereits vorher auf gekaperten Einheiten ausgeschifft worden.

## Produktion
Über die Produktionshintergründe ist wenig bekannt. Das Drehbuch wurde unter Mitarbeit von Ulrich Mohr, während der Fahrt Adjutant Rogges, verfasst. Der Regisseur Coletti hatte bereits mehrere Kriegsfilme wie beispielsweise Divisione Folgore (1954) gedreht, der in Westdeutschland den Synchrontitel El Alamein erhielt. Der Film der im Verleih der Paramount Pictures bzw. der UFA wurde in den USA am 15. September 1960, in Italien: 21. September 1960 und in der Bundesrepublik Deutschland im Juni 1960 während des Berliner Filmfestivals erstaufgeführt. Die Produktionskosten betrugen neun Millionen DM.

## Kritik
Das Ergebnis der aufwendigen Bemühungen (Kosten des Films: 2,5 Millionen Dollar) beurteilte Die Welt so: „Eine hanebüchene Mischung von Sex, Blut, Krieg fröhlicher Seefahrt und treutdeutschem Edelmut“. In der Tat hat De Laurentiis die Fahrt der Atlantis mit Zutaten aufbereitet, die das kriegerische Unternehmen als ritterlichen Sport und erfrischendes Abenteuer erscheinen lassen. Zu diesen Beigaben zählt eine französische Tänzerin, die der Atlantis so rechtzeitig zur Beute fällt, daß sie fast den ganzen Film hindurch – oft nur mit dem Zensurminimum bekleidet – vor den Seehelden promenieren kann. Die Filmleute versagten sich auch nicht, die chevalereske Liebenswürdigkeit der deutschen Offiziere auszumalen. Die besondere Fürsorglichkeit der Seekavaliere gilt einer schwangeren Jüdin … Bundes-Seemann Rogge fand den Film zwar "fair, sauber und spannend", doch die Berlinale-Kritiker verrissen das Werk nahezu einmütig … Und selbst das Hamburger Abendblatt argwöhnte anzüglich, Unter zehn Flaggen sei „von der Bundesmarine in Auftrag gegeben worden“ ... Besonders ereiferten sich die Kritiker über eine Szene, die als Anspielung auf die NATO-Karriere Rogges verstanden werden kann. Inmitten bedrohlichen Kampfgetümmels beschwört ein gefangen genommener feindlicher Kapitän den deutschen Kommandanten: "Retten Sie sich Kapitän Rogge! Solche Männer wie Sie brauchen wir nach dem Krieg!"
Seekrieg. Alle guten Geister, in: Der Spiegel vom 27. Juli 1960
… Admiral Rogge machte also gute Miene zum vormittags gesehenen Film. Was sollte er auch sonst machen? Aber er nahm Zeitungsausschnitte zur Hand – Kritiken von den Berliner Filmfestspielen, in deren Rahmen soeben auch Unter zehn Flaggen gezeigt worden war. Es waren "Verrisse". Sie erwähnte, daß dieser Film von deutscher Heldentat italienischer Herkunft sei … Sie nannten den Film gefährlich, weil er Freude am Krieg wecken könne. Sie sagten, er sei verlogen, weil der Krieg nun eben anders gewesen sei: ein schreckliches Ereignis, kein Tummelplatz für GENTLEMEN. Das allerdings ist richtig. Dennoch ist der Film, soweit er das Geschehen dokumentiert hat, wahr, wenn nicht in jeder einzelnen Szene, so doch in der gesamten Schilderung. Nichts ist verkleinert, nichts vergrößert …"
Admiral sieht seine Heldentaten, in: Die Zeit vom 15. Juli 1960
… But, in the end, a British cruiser gets Mr. Heflin´s ship, and the whole thing concludes on a rather winded but determindly heroic note. There is much confusion of actuality and tank-made shots of sinking ships as there is a plot and people. In short, it is also so confused that no excitement of any consequence develops, just a sense of turgid turmoil on the seas.

## Veröffentlichung
Der Film liegt als DVD-Edition in spanischer und englischer Fassung vor.